# Club Nintendo Awards 2005
Club Nintendo Awards 2005 är en sammanställning av bästa Nintendo-spel 2005. (Spelet måste ha lanserats i Sverige under 2005).

## Resultaten
- Vassaste grafik
  - Resident Evil 4
- Skönaste musik och ljud
  - Castlevania: Dawn of Sorrow
- Mest välgjorda handling
  - Fire Emblem: Path of Radiance
- Favoritspelfiguren
  - Leon (Resident Evil 4)
- Roligaste flerspelarupplevelsen
  - Mario Kart DS
- Mest irriterande spelhändelse
  - Byrackan vägrar lyda kommando under tävlingarna nintendogs
- Mest totalt ointressanta spel
  - Bratz: Rock Angels
- Bästa nykomling
  - nintendogs
- Mest nyskapande spel
  - nintendogs
- Skönaste retrokick
  - Super Mario 64 DS
- Mest lovande 2006
  - The Legend of Zelda: Twilight Princess
- Bästa actionspel
  - Resident Evil 4
- Bästa pusselspel
  - Meteos
- Bästa racingspel
  - Mario Kart DS
- Bästa rollspel
  - Baten Kaitos: Eternal Wings and The Lost Ocean
- Bästa sportspel
  - Mario Smash Football
- Bästa strategispel
  - Advance Wars: Dual Strike
- Bästa äventyrsspel
  - Super Mario 64 DS
- Bästa Game Boy Advance-spel
  - Fire Emblem: The Sacred Stones
- Bästa Nintendo Gamecube-spel
  - Resident Evil 4
- Bästa Nintendo DS-spel
  - Mario Kart DS
- Bästa Nintendo-spel
  - Resident Evil 4